# Фигу, Луиш
Луи́ш Фили́пе Маде́йра Каэ́йру Фи́гу (порт. Luís Filipe Madeira Caeiro Figo; португальское произношение: [luˈiʃ ˈfiɣu]; родился 4 ноября 1972, Лиссабон) — португальский футболист, выступавший на позиции полузащитника. Был рекордсменом сборной Португалии по количеству матчей, однако данный рекорд впоследствии побил Криштиану Роналду.
Выступал в составах «Спортинга», «Барселоны», мадридского «Реала» и «Интернационале», весной 2009 года завершил игровую карьеру. Считается одним из лучших игроков своего поколения. Занимает второе место по количеству голевых передач в истории чемпионата Испании. Обладатель «Золотого мяча» и награды «Игрок года ФИФА». В 2004 году бразильский футболист Пеле внёс его в список 100 величайших игроков мира из на тот момент живущих. Фигу является одним из немногих футболистов, которые играли как за «Барселону», так и за «Реал Мадрид».
За свою карьеру Фигу завоевал трофеи в составах всех команд, в которых выступал. На уровне сборных забил 32 гола в 127 матчах (четвёртое место по количеству голов и матчей за Португалию), выступив на трёх чемпионатах Европы и двух чемпионатах мира.

## Клубная карьера
Первый профессиональный контракт подписал с лиссабонским «Спортингом». Дебютировал в составе первой команды 1 апреля 1990 года в матче против «Маритиму». В сезоне 1994/95 выиграл первый трофей в карьере — Кубок Португалии. В 1995 году Луиш перешёл в испанский клуб «Барселона». Футболиста хотел купить «Манчестер Сити», однако сделка не состоялась. В «Барселоне» Фигу выиграл Кубок обладателей кубков 1996/97, вместе с бразильцем Роналдо находясь на одной из главных ролей в команде. Впоследствии дважды стал чемпионом Испании, составив атакующую тройку с Ривалдо и Патриком Клюйвертом. Всего Фигу сыграл 172 матча за «Барселону» в чемпионате Испании, забив в них 30 голов.

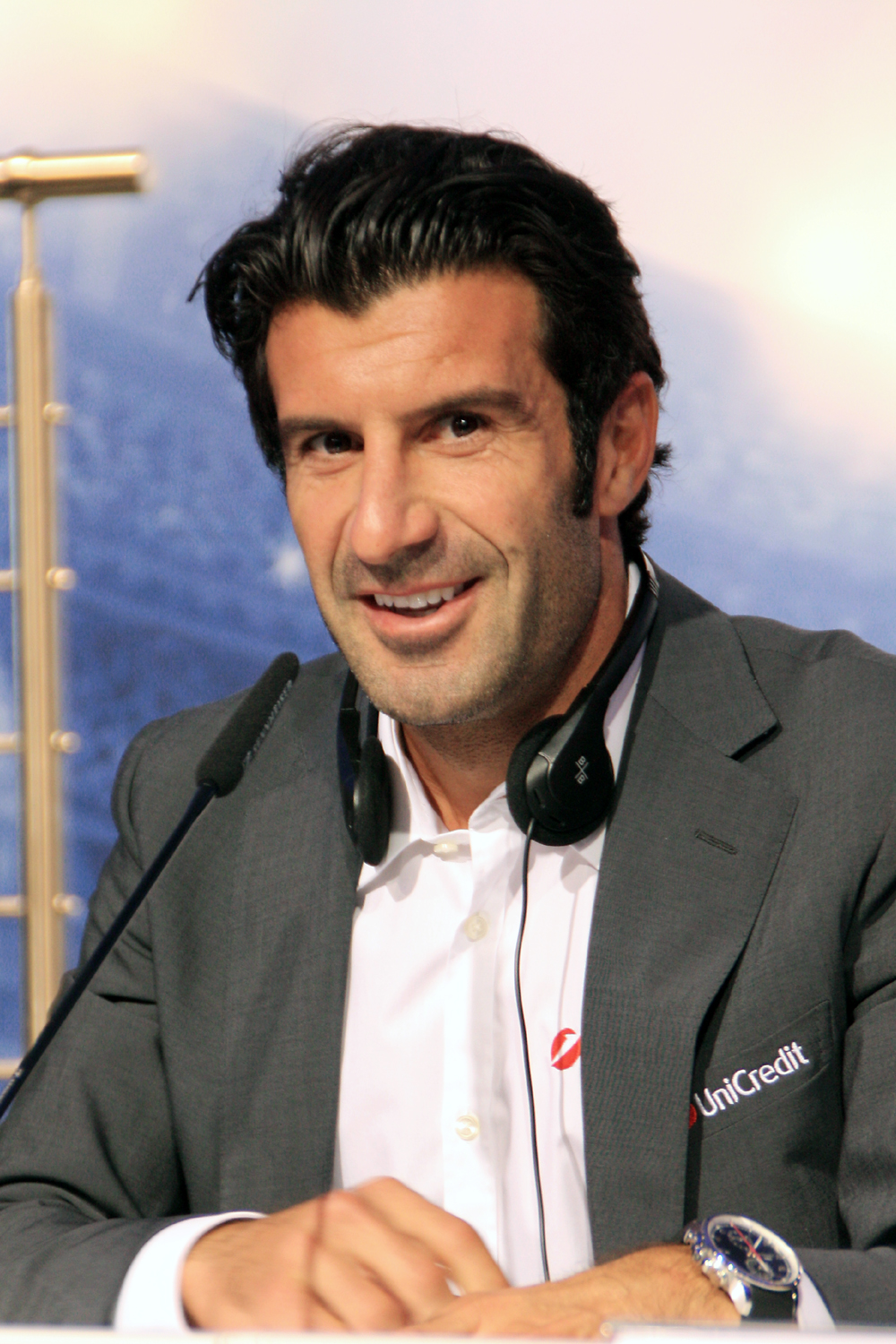
Фигу в 2010 году

В июле 2000 года Луиш Фигу совершил неожиданный и неоднозначный переход из «Барселоны» в «Реал Мадрид» за 36,2 миллионов фунтов (рекорд трансферной стоимости на тот момент). Его трансфер в мадридскую команду ознаменовал начало эры «галактикос» под руководством президента клуба Флорентино Переса, которая подразумевает покупку мировых звёзд в состав команды. Переход Фигу с новой силой запустил соперничество между фанатами «Барселоны» и «Реала». Осенью 2000 года Фигу получил награду «Золотой мяч». Позднее Фигу рассказал, что покинул «Барселону» по семейным и экономическим мотивам, а также из-за нехватки признания. Осенью 2000 года Фигу впервые сыграл в матче «Эль-Класико» против «Барселоны» за «Реал». Несмотря на то, что португалец был основным исполнителем угловых ударов, в этом матче он их не подавал, чтобы не оказаться в непосредственной близости к разъярённым фанатам. «Барселона» одержала победу со счетом 2:0. В своем первом сезоне в Мадриде Фигу выиграл чемпионский титул Примеры 2001 года. За свои выступления в «Реале» в этом году он получил звание «Игрок года ФИФА». В следующем сезоне «Реал» выиграл Лигу чемпионов. Из-за травмы и дисквалификации следующие два матча против «Барселоны» Фигу пропустил. Вторая игра Фигу на «Камп Ноу», произошла 23 ноября 2002 года. На этот раз Фигу решил подавать угловые, а также вбрасывать мячи. На поле была выброшена голова свиньи, что было запечатлено на камеру. Всего же Фигу провел пять сезонов в составе «сливочных». В апреле 2013 года Фигу был назван одним из 11 лучших иностранных игроков за всю историю «Реала» по версии читателей газеты Marca.
Фигу покинул «Реал Мадрид» и присоединился к итальянскому клубу «Интернационале» в 2005 году в качестве свободного агента после истечения срока его контракта с испанским клубом. 16 мая 2009 года Фигу объявил о своем уходе из футбола, в тот же день «Интер» стал чемпионом Италии. 31 мая 2009 года в матче между «Интером» и «Аталантой» Фигу, вышедший на поле с капитанской повязкой, был заменён на 42 минуте встречи. Этот матч стал прощальным для Луиша. Во время замены все игроки на поле выстроились у боковой линии, а игра была прервана на несколько минут.

## Карьера в сборной
В 1991 году выиграл чемпионат мира среди молодёжных команд в 1991 году, осенью того же года дебютировал в основной сборной в товарищеском матче против Люксембурга. 11 ноября 1992 года забил свой первый гол в матче против Болгарии. Фигу забил три гола в восьми отборочных матчах на Евро-1996, чем помог своей команде впервые за 12 лет квалифицироваться на данный турнир. В финальной игре групповой стадии на самом турнире против Хорватии Фигу открыл счёт, по итогу матч был выигран и это позволило сборной Португалии выйти из группы с первого места.
Фигу участвовал во всех десяти матчах отборочного этапа на следующий чемпионат Европы, забив в них три мяча. 12 июня 2000 года, в своей первой игре на турнире, забил гол, чем помог Португалии обыграть сборную Англии со счетом 3:2. Свой единственный хет-трик за сборную оформил 15 августа 2001 года, благодаря чему товарищеский матч против сборной Молдавии окончился со счётом 3:0. Имея на своём счету шесть голов в девяти матчах Фигу помог сборной Португалии пройти отбор на чемпионат мира 2002 года. 2 июня 2001 года в матче против сборной Ирландии Фигу впервые вышел на поле в роли капитана команды. На своем первом чемпионате мира с 1986 года Португалия не смогла выйти в раунд плей-офф.

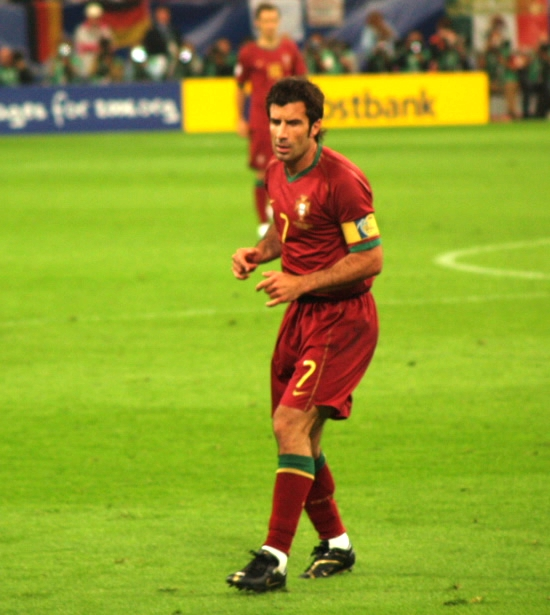
Фигу в матче против сборной Мексики на чемпионате мира в 2006 году

18 февраля 2004 года Фигу сыграл свой 100-й матч в товарищеской игре со сборной Англии. Позже в том же году стал постоянным капитаном команды. Фигу объявил о своём уходе из сборной после поражения в финале Евро-2004 от сборной Греции. В июне 2005 года вернулся в сборную, приняв участие в отборочном турнире чемпионата мира 2006 года. На чемпионате мира 2006 года был капитаном своей сборной, вышел с командой в полуфинал турнира. С тремя победами Португалия заняла первое место в своей группе. В полуфинале португальцы потерпели поражение от сборной Франции. В матче за третье место Фигу не вышел в стартовом составе, появившись на поле лишь по ходу матча, однако сборная Германии обыграла Португалию со счётом 1:3. После данного турнира Фигу окончательно завершил карьеру в сборной. До июня 2016 года удерживал рекорд по количеству матчей за сборную Португалии, является четвёртым в списке лучших бомбардиров в истории своей сборной.

## Личная жизнь
Луиш — единственный ребёнок в семье, его родителями являются Антониу Каэйру Фигу и Мария Жуана Пестана Мадейра. Они переехали в Лиссабон в начале 1970-х годов, Фигу вырос в муниципалитете Алмада. Он женат на шведской модели Элен Сведин, с которой футболист познакомился в 1996 году в Барселоне во время шоу Хоакина Кортеса. Элен родила Фигу трёх дочерей (Даниэлу, Мартину и Стеллу). Проживают в Милане.
Является филателистом. В 2002 году Всемирная ассоциация издателей филателистических каталогов, альбомов и журналов (АСКАТ) приняла решение о присуждении ему «Гран При 2002» за выдающиеся достижения в спорте как игрока национальной сборной Португалии и как футболиста, играющего за мадридский «Реал», а также за его преданность коллекционированию марок. Луиш Фигу получил в качестве приза стеклянную скульптуру, выполненную шведским художником Х. Гуннарсоном. Почта Монако посвятила этому событию марку с изображением награды, которая вышла в ноябре 2002 года к выставке «Монакофил-2002».

## Статистика
| Клуб                | Сезон            | Чемпионат | Чемпионат | Кубок | Кубок | Еврокубки | Еврокубки | Всего | Всего |
| Клуб                | Сезон            | Игры      | Голы      | Игры  | Голы  | Игры      | Голы      | Игры  | Голы  |
| ------------------- | ---------------- | --------- | --------- | ----- | ----- | --------- | --------- | ----- | ----- |
| Спортинг (Лиссабон) | 1989/90          | 3         | 0         | —     | —     | —         | —         | 3     | 0     |
| Спортинг (Лиссабон) | 1990/91          | 3         | 0         | —     | —     | —         | —         | 3     | 0     |
| Спортинг (Лиссабон) | 1991/92          | 34        | 1         | 7     | 0     | 2         | 0         | 43    | 1     |
| Спортинг (Лиссабон) | 1992/93          | 32        | 0         | 8     | 1     | 2         | 0         | 42    | 1     |
| Спортинг (Лиссабон) | 1993/94          | 31        | 8         | 1     | 0     | 3         | 0         | 35    | 8     |
| Спортинг (Лиссабон) | 1994/95          | 34        | 7         | 7     | 3     | 2         | 0         | 43    | 10    |
| Спортинг (Лиссабон) | Итого            | 137       | 16        | 23    | 4     | 9         | 0         | 169   | 20    |
| Барселона           | 1995/96          | 35        | 5         | 8     | 1     | 10        | 3         | 53    | 9     |
| Барселона           | 1996/97          | 36        | 4         | 9     | 2     | 8         | 1         | 53    | 7     |
| Барселона           | 1997/98          | 35        | 5         | 4     | 0     | 7         | 1         | 46    | 6     |
| Барселона           | 1998/99          | 34        | 7         | 10    | 1     | 6         | 1         | 50    | 9     |
| Барселона           | 1999/00          | 32        | 9         | 2     | 0     | 13        | 5         | 47    | 14    |
| Барселона           | Итого            | 172       | 30        | 33    | 4     | 44        | 11        | 249   | 45    |
| Реал Мадрид         | 2000/01          | 34        | 8         | 2     | 0     | 14        | 5         | 50    | 13    |
| Реал Мадрид         | 2001/02          | 29        | 7         | 6     | 1     | 10        | 3         | 45    | 11    |
| Реал Мадрид         | 2002/03          | 33        | 10        | 1     | 0     | 15        | 2         | 49    | 12    |
| Реал Мадрид         | 2003/04          | 36        | 8         | 8     | 3     | 11        | 1         | 55    | 12    |
| Реал Мадрид         | 2004/05          | 32        | 3         | 0     | 0     | 10        | 4         | 42    | 7     |
| Реал Мадрид         | Итого            | 164       | 36        | 17    | 4     | 60        | 15        | 241   | 55    |
| Интернационале      | 2005/06          | 34        | 5         | 3     | 0     | 8         | 1         | 45    | 6     |
| Интернационале      | 2006/07          | 32        | 2         | 7     | 0     | 7         | 0         | 47    | 2     |
| Интернационале      | 2007/08          | 17        | 1         | 1     | 0     | 3         | 0         | 21    | 1     |
| Интернационале      | 2008/09          | 22        | 1         | —     | —     | 3         | 0         | 25    | 1     |
| Интернационале      | Итого            | 105       | 9         | 11    | 0     | 21        | 1         | 138   | 10    |
| Всего за карьеру    | Всего за карьеру | 577       | 91        | 84    | 12    | 134       | 27        | 797   | 130   |

## Достижения

### Командные
«Спортинг»
- Обладатель Кубка Португалии: 1994/95

«Барселона»
- Чемпион Испании (2): 1997/98, 1998/99
- Обладатель Кубка Испании (2): 1996/97, 1997/98
- Обладатель Суперкубка Испании: 1996
- Обладатель Кубка обладателей кубков УЕФА: 1996/97
- Обладатель Суперкубка УЕФА: 1997

«Реал Мадрид»
- Чемпион Испании (2): 2000/01, 2002/03
- Обладатель Суперкубка Испании (2): 2001, 2003
- Победитель Лиги чемпионов УЕФА: 2001/02
- Обладатель Суперкубка УЕФА: 2002
- Обладатель Межконтинентального кубка: 2002

«Интернационале»
- Чемпион Италии (4): 2005/06, 2006/07, 2007/08, 2008/09
- Обладатель Кубка Италии: 2005/06
- Обладатель Суперкубка Италии (2): 2006, 2008

Сборная Португалии
- Серебряный призёр чемпионата Европы: 2004
- Чемпион Европы среди юношей до 16 лет: 1989
- Чемпион мира среди молодёжи: 1991

### Личные

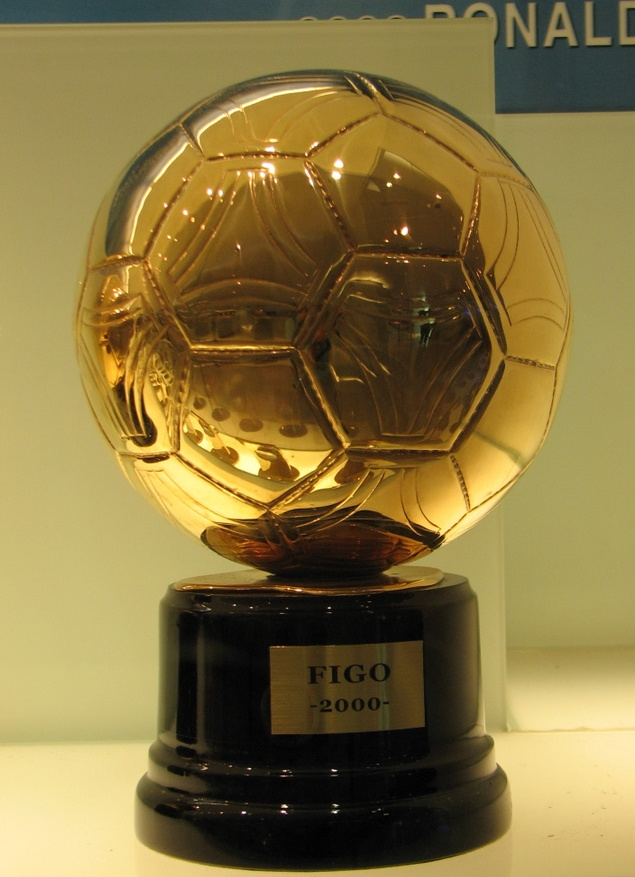
«Золотой мяч» Луиша Фигу, полученный в 2000 году

- Обладатель Золотого мяча (France Football): 2000
- Лучший игрок чемпионата Европы среди молодёжных команд: 1994
- Лучший игрок мира по версии ФИФА: 2001
- Футболист года в Португалии (6): 1995, 1996, 1997, 1998, 1999, 2000
- Лучший иностранный игрок чемпионата Испании: (3): 1999, 2000, 2001
- Лучший футболист года в мире по версии «World Soccer»: 2000
- Второй игрок Европы по версии французского журнала Onze Mondial: 2000
- Входит в состав символической сборной Европы по версии УЕФА: 2003
- Входит в состав символической сборной по итогам чемпионата Европы по версии УЕФА (2): 2000, 2004
- Входит в состав символической сборной Европы по версии ESM (2): 1998, 2000
- Лучший ассистент Лиги Чемпионов УЕФА: 2004/05
- «Золотой мяч» Португалии: 1994
- Член символической сборной чемпионата мира 2006
- Golden Foot: 2011 (в номинации «Легенды футбола»)
- Входит в список ФИФА 100
- Офицер ордена Инфанта дона Энрике